# أنتوني ليمبومبي
أنتوني ليمبومبي (15 يوليو 1994 بلجيكا - ) هو لاعب كرة قدم بلجيكي، يلعب كلاعب وسط.

## روابط خارجية
- أنتوني ليمبومبي على موقع الاتحاد الأوربي (الإنجليزية)
- أنتوني ليمبومبي على موقع الاتحاد البلجيكي (الإنجليزية)
- أنتوني ليمبومبي على موقع إي إس بي إن إف سي (الإنجليزية)
- أنتوني ليمبومبي على موقع قاعدة بيانات كرة القدم.إي يو (الإنجليزية)
- أنتوني ليمبومبي على موقع ليكيب (الفرنسية)
- أنتوني ليمبومبي على موقع ناشيونال فوتبول تيمز (الإنجليزية)
- أنتوني ليمبومبي على موقع Soccerbase.com (لاعب) (الإنجليزية)
- أنتوني ليمبومبي على موقع Soccerway.com (الإنجليزية)
- أنتوني ليمبومبي على موقع عالم كرة القدم.نت (الإنجليزية)
- أنتوني ليمبومبي على موقع AS.com (الإسبانية)